# Гальгепігген
Найвищою вершиною Норвегії та всіх Скандинавських гір є Гальгепігген (норв. Galdhøpiggen) заввишки 2469 метрів над рівнем моря. Гора розташована в центральній частині національного парку Йотунхеймен (Jotunheimen), неподалік від популярного туристичного маршруту хребтом Бессеген.
Назва «Йотун» норвезькою означає «велетень». Масив Галлгьопіггена оточують понад 250 вершин висотою більше ніж 2000 метрів.
Координати: 61°38′12″ пн. ш. 8°18′54″ сх. д.
Складена кристалічними породами (габро). Гора покрита невеликими льодовиками та сніжниками. Об'єкт туризму.

## Маршрути сходження на Галлгьопігген
На вершину Галлхьопігген ведуть два основні маршрути:
- Маршрут від притулку Juvasshytta (1841 м). Притулок розташований поруч із літнім гірськолижним центром. Маршрут вважається нескладним, він проходить через льодовик Styggebreen. За сприятливої погоди підйом на вершину займає близько 2,5 години.
- Маршрут від притулку Spiterstulen (1100 м). Стежка проходить через відгалуження гірського хребта. Туристам необхідно подолати набір висоти близько 1400 метрів по складнішій трасі. Тривалість підйому становить 10–11 годин.

## Фотогалерея

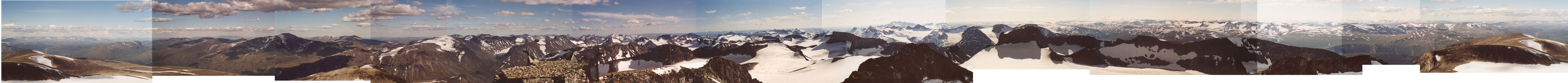
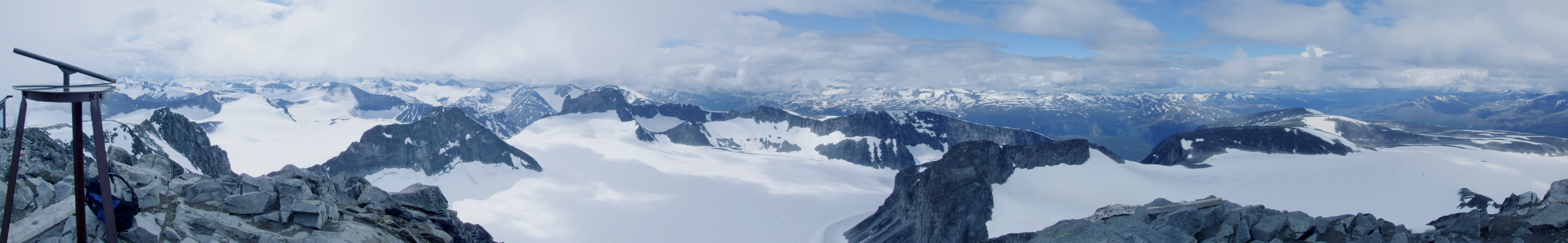
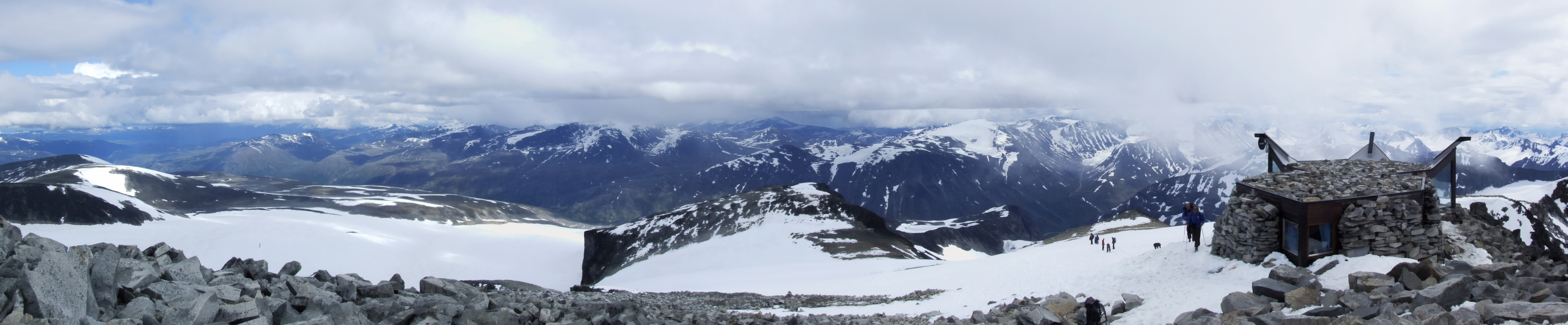
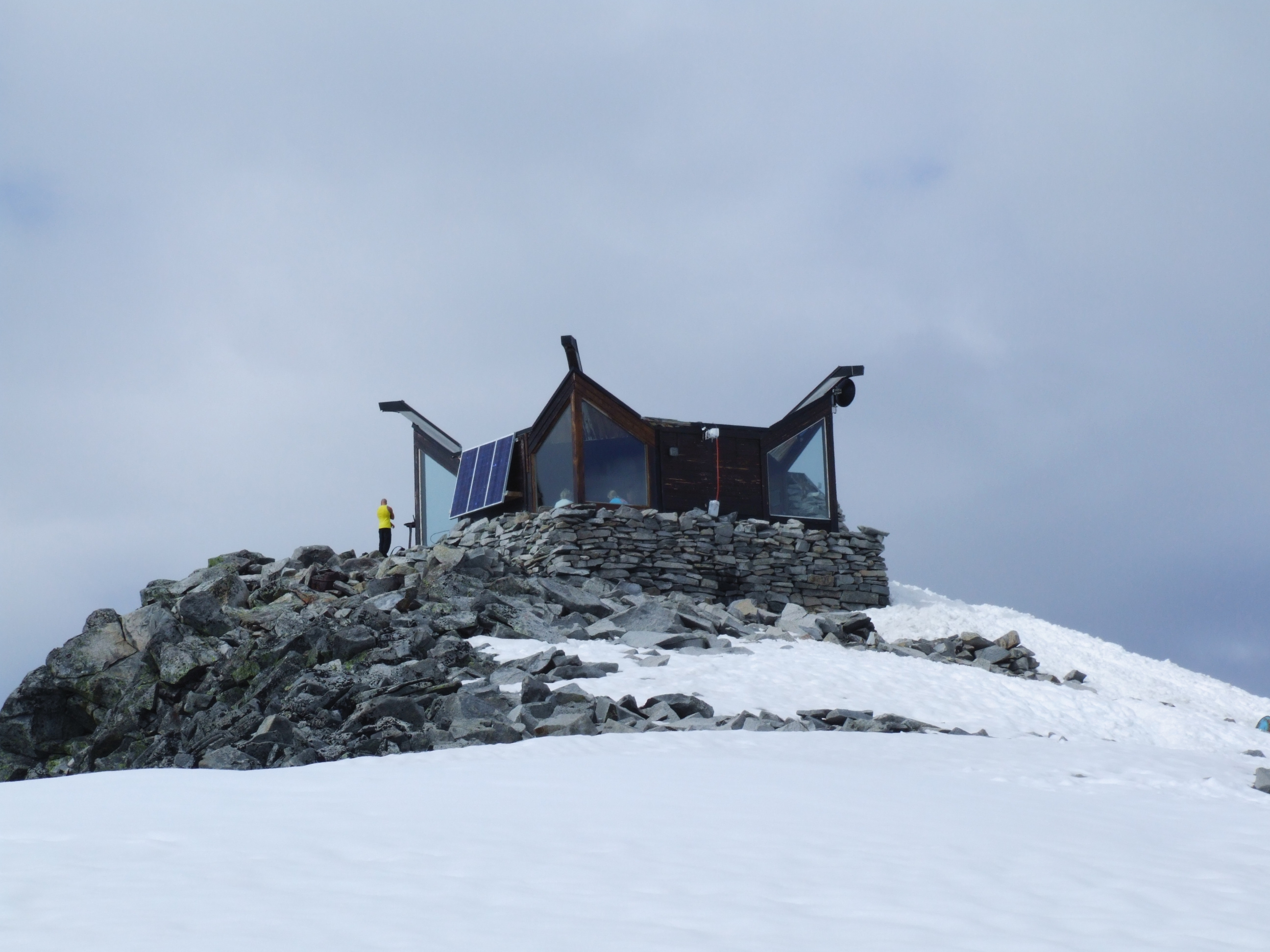